# جيمس توبن
جيمس توبين (بالإنجليزية: James Tobin)‏ في شمبانيا في عام 1918 بالولايات المتحدة الأمريكية ودرس في هارفرد وفي ربيع 1941 كتب ورقة عن استخدام الإحصاء في التنبؤ الاقتصادي والتعبئة ثم انتقل إلى واشنطن ليعمل في مهام مدنية وإدارية في السيارات وغيرها من السلع الاستهلاكية المعمرة والمعادن وغيرها من المواد اللازمة لنمو الإنتاج. وبعد دخول الولايات المتحدة الحرب انضم إلى البحرية كضابط بحري احتياطي، ثم عاد في الفترة (1946-1947) وكتب أطروحة دكتوراه عن نظرية إحصاءات الاستهلاك كوظيفة دائمة.
وفي 1949-1950 ذهب إلى إنجلترا وقابل ريتشاردستون وعملا في إدارة الاقتصاد التطبيقي في كامبردج، حيث استفاد من التعاون المثمر مع هندريك هوثاككر ومايكل فاريل وفي عام 1950 في جامعة ييل التحق بقسم الاقتصاد وساهم بقوة مع تجالينغ كوبمانز ويعقوب مارشاك في بناء القسم، ثم أصبح مديرا للمؤسسة في ييل من 1955 إلى 1961 و (من 1964 إلى 1965) اهتم بالنظرية النقدية والاقتصاد الكلي والدعم اللوجستي والمساعدة والبحث الجماعي، والتقى آرثر أوكن وويليام براينارد وباكوس بايلي ومارتن نيل ويليم بيوترو سيكولو جون والتر دولدي وهارولد غوثري وكويتشي هماده ودونالد هيستر وسوزان ليبر وجورج دي ماسيدو وهاري ماركويتز ودونالد نيكولز وإدموند فيلبس جيمس وريتشارد بيرس جيم بورتر ريتشارد روست وجاري كريغ سميث وهارولد واتس ويروي ويرلي وريتشارد سميث وروبرت روغليس تريفين وتقدم هنري واليش وبول سأمويلسون وروبرت سولو وفرانكو موديغلياني في M.I.T.
من أهم مؤلفاته «هانسن والسياسة العامة» 1976 و«الاقتصاد الكلي والسياسات المالية» و«هاري جونسون 1923-1977 غوردون» في عام 1978 وكيرميت غوردون (1916-1976). توفي جيمس توبين في 11 مارس 2002.

## روابط خارجية
- جيمس توبن على موقع الموسوعة البريطانية (الإنجليزية)
- جيمس توبن على موقع مونزينجر (الألمانية)
- جيمس توبن على موقع إن إن دي بي (الإنجليزية)